# Turismo de Vorarlberg
La empresa Turismo de Vorarlberg (Vorarlberg Tourismus GmbH) es una organización del estado de Vorarlberg con las tareas de seguir desarrollando el turismo en Vorarlberg y el marketing de la región. La empresa fue fundada en 2008 por el estado de Vorarlberg y la Cámara de Comercio de Vorarlberg y surgió de la Asociación de Turismo de Vorarlberg.

## Historia
La organización predecesora de Vorarlberg Tourismus GmbH, la Asociación Provincial de Turismo, se fundó en Dornbirn el 5 de noviembre de 1893. Sus tareas incluían folletos sobre el veraneo, carteles y anuncios publicitarios. En 1902, las recién instauradas estadísticas registraron 48.649 llegadas. En 1907 se puso en funcionamiento en Bödele el primer telesquí de los Alpes, y en 1923 se elaboró un folleto de turismo de invierno, así como publicidad radiofónica. La primera película turística se realizó en 1945.
En 1966 se aprobó la primera Ley de Turismo de Vorarlberg y diez años después se realizó un estudio de mercado con una encuesta a los huéspedes de todo el país. A partir de 1982, se registraron más pernoctaciones en invierno que en verano.
En 2008 se fundó "Vorarlberg Tourismus Ges.m.b.H." y se disolvió la asociación provincial. En 2012, la empresa desarrolló la Estrategia de Turismo 2020 junto con la provincia de Vorarlberg y la Cámara de Comercio de Vorarlberg.

## Organización
Los accionistas de Vorarlberg Tourismus GmbH son el estado de Vorarlberg (75%) y la Cámara de Comercio de Vorarlberg (25%). La empresa emplea a 21 personas. La dirección de Vorarlberg Tourismus GmbH está en manos de Christian Schützinger, y el presidente del consejo de supervisión es el gobernador del estado, Karlheinz Rüdisser. Como órganos consultivos se han creado el "ARGE der Geschäftsführer Vorarlberg Tourismus und Destinationen" (Grupo de Trabajo de los directores generales de Turismo y Destinos de Vorarlberg) y el "ARGE Marktbearbeitung im Netzwerk" (Grupo de Trabajo de Desarrollo del Mercado en la Red).

Vorarlberg se divide en seis regiones turísticas:
- Región alpina de Bludenz
- Bodensee-Vorarlberg
- Bregenzerwald
- Kleinwalsertal
- Lech Zurs
- Montafón

## Sostenibilidad

La dedicación de Vorarlberg al turismo sostenible es evidente a través de diversas estrategias y programas interconectados. Estos esfuerzos se esbozan en la iniciativa Tourismusstrategie 2030 de Vorarlberg, una hoja de ruta integral que prevé un futuro sostenible para la industria turística de la región. Esta iniciativa pretende alcanzar un equilibrio entre la promoción del turismo y la salvaguarda del entorno natural. Subraya la importancia del desarrollo responsable, las experiencias auténticas y la participación de la comunidad.

### Responsabilidad medioambiental
Vorarlberg ha adoptado un enfoque holístico de la sostenibilidad, evidente en iniciativas como la estrategia agrícola Ökoland Vorarlberg - Regional und Fair. Esta estrategia da prioridad a la agricultura local, garantizando que las prácticas agrícolas se ajusten a los objetivos de sostenibilidad. En línea con esto, la iniciativa Energieautonomie Vorarlberg 2050 destaca la importancia de la autonomía energética y su conexión con el desarrollo regional. Estos esfuerzos se alinean con el compromiso de la región de reducir su huella de carbono y fomentar una región resiliente y autosuficiente desde el punto de vista energético.

### Adaptación al Cambio Climático y Biodiversidad
Consciente de los peligros que plantea el cambio climático, Vorarlberg ha tomado medidas proactivas para afrontarlos. La Klimawandelanpassungsstrategie (Estrategia de Adaptación al Cambio Climático) se centra en estrategias para mitigar el impacto del cambio climático en la región. Además, el compromiso de Vorarlberg con la biodiversidad es evidente a través de iniciativas como el programa Naturvielfalt. Este programa proporciona información sobre los diversos ecosistemas de la región y destaca la importancia de conservar su patrimonio natural.

### Conservación y tradición
La dedicación de Vorarlberg a la conservación del medio ambiente se extiende a la identificación y protección de zonas naturales significativas. Esto se refleja en iniciativas como el Biotopinventar Vorarlberg, que identifica y conserva valiosos lugares de biodiversidad. La designación de zonas Natura 2000 subraya el compromiso de Vorarlberg con el mantenimiento de lugares de importancia ecológica.
Los esfuerzos de sostenibilidad de la región también son evidentes en su enfoque de los productos y suvenires locales. La iniciativa Made in Vorarlberg promueve los productos artesanales locales y apoya las prácticas de consumo sostenible. Este planteamiento coincide con el interés de la región por conservar su patrimonio cultural y fomentar el crecimiento económico.